# BORG Linz
Das BORG Linz ist ein Bundes-Oberstufenrealgymnasium in der oberösterreichischen Landeshauptstadt Linz.
Es hat neun verschiedene Zweige, wovon alle neun am Hauptsitz in Linz angesiedelt sind. Der Zweig BORG mit Kommunikation ist auch im knapp 25 Kilometer entfernten Hagenberg im Mühlkreis verfügbar. Seit dem Schuljahr 2024/25 ist am Standort in Hagenberg ebenso eine Erweiterung des Sportzweiges unter dem Namen "Trendsport" dazugekommen. 
Mit über 1000 Schülerinnen und Schülern in derzeit 45 Klassen gilt es als das größte Oberstufengymnasium Österreichs.

## Geschichte
Das BORG geht auf die 1775 errichtete Normalschule Linz zurück, die sich in den folgenden Jahrzehnten immer mehr zur Lehrerbildungsanstalt mit angeschlossener Übungsschule entwickelte. So existierten in den 1870er Jahren neben einer Vorbereitungsklasse je vier Klassen für die Ausbildung von Lehrerinnen und Lehrern sowie eine fünfklassige Übungsschule. Nach dem Ersten Weltkrieg kamen weitere Ausbildungszweige und Spezialisierungsrichtungen wie zum Beispiel Kindergärtnerinnen und Technische Lehrer hinzu.
1963/64 wurde das heutige BORG in ein musisch-pädagogisches Realgymnasium umgewandelt, seit 1975 besteht der heutige Name. Die Verbreiterung des Bildungsangebote durch Einrichtung der verschiedenen Ausbildungszweige erfolgte nach und nach zwischen 1989 und 2003.

## Architektur

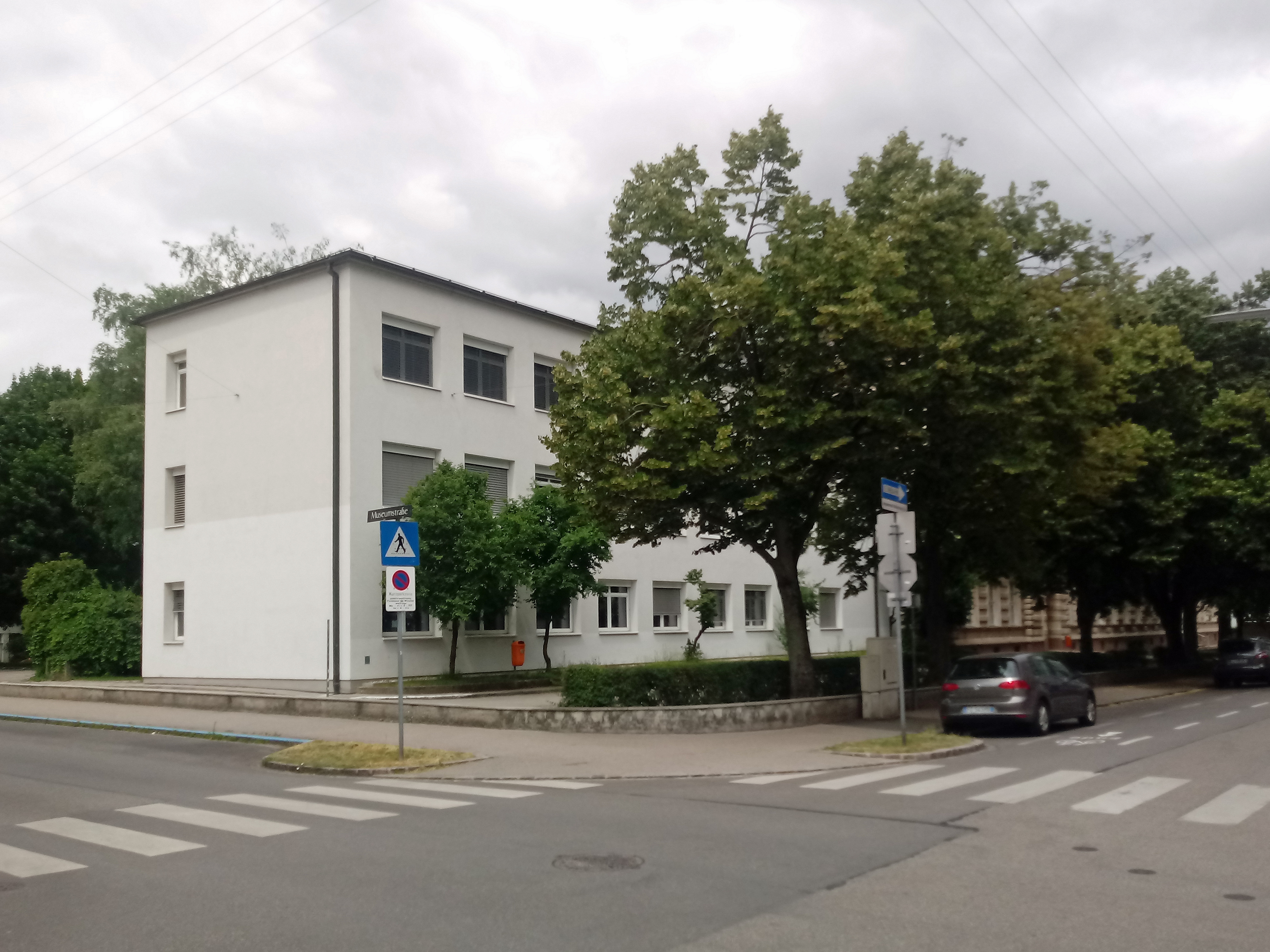
Neuerer Zubau am BORG Linz

Das Schulgebäude wurde von 1874 bis 1876 als Lehrer- und Lehrerinnenbildungsanstalt nach den Plänen des Architekten Karl Stattler von der Oberösterreichischen Baugesellschaft erbaut. Der frei stehende lang gestreckte Bau mit einem U-förmigen Grundriss wurde im Stil des Historismus errichtet. Der Haupttrakt ist dreigeschoßig aus einem Souterrain und hat einen breit gelagerten Mittelteil mit einer Attikabekrönung. Es gibt zwei gleichartig gestaltete Foyers mit Kreuzgratgewölben. Die zwei monumentalen Treppenhäuser sind zweiläufig gegensinnig mit Arkaden, Pilastern und Balustraden ausgeformt. 1974, mit der Umwandlung zum Oberstufenrealgymnasium, wurden die zwei Flügelbauten aufgestockt und mit modernen Anbauten ergänzt.

## Ausbildung
Derzeit werden rund 1000 Schülerinnen und Schüler in 44 Klassen von etwa 140 Lehrkräften unterrichtet.
Das BORG Linz verfügt über verschiedene Ausbildungszweige:
Musischer Zweig
- Musik BORG
- Pop BORG

Künstlerischer Zweig
- Kunst BORG

Sportlicher Zweig
- Sport BORG
- ORG für Leistungssport

Technisch-naturwissenschaftlicher Zweig
- Science BORG
- iBorg – ORG für Informatik

der kommunikative Zweig
- ORG für Kommunikation

sowie eine
- Übergangsstufe zur Vorbereitung von Hauptschülern auf den Gymnasialbesuch

## Ehemalige Schüler
Bekannte Absolventen des BORG Linz sind u. a.:

### Künstler
- Stefan Sonntagbauer und Phillip Sikora sind zwei Mitglieder der Band Krautschädl, die aus dem POP-BORG hervorgegangen sind.
- Birgit Minichmayr (* 1977), Schauspielerin
- Philipp Scheibl, Schlagzeuger der Band Bilderbuch
- Die Musiker der Band Folkshilfe
- Mercedes Echerer (* 1963), Schauspielerin, EU-Abgeordnete 1999–2004
- Vera Böhnisch (* 1986), Musikerin

### Sportler
- Doris Pöllhuber (* 1975), österreichische Judoka
- Vera Lischka (* 1977), österreichische Schwimmerin
- Stefan Haudum (* 1994), österreichischer Fußballspieler
- Verena Preiner (* 1995), österreichische Leichtathletin
- Rosalie Wöss  (* 2002), österreichische Judoka
- Carina Klaus-Sternwieser  (* 2005), österreichische Judoka